# إنغريد دوبوشيه
إنغريد دوبوشيه (بالفرنسية: Ingrid Daubechies) (من مواليد 17 أغسطس 1954)، هي عالمة فيزياء ورياضيات بلجيكية معروفة بأعمالها التي تبحث في مجال المويجات ودورها في ضغط الصور.
تعدّ دوبوشيه أحد أكثر علماء الرياضيات شهرةً في العالم، إذ يعود لها الفضل في دراسة الطرق الرياضية التي تعزز تقنية ضغط الصور. كانت دوبوشيه أيضًا عضوًا في الأكاديمية الوطنية للهندسة والأكاديمية الوطنية للعلوم والأكاديمية الأمريكية للفنون والعلوم، وهي حاصلة كذلك على زمالة مكارثر عام 1992.
ارتبط اسم دوبوشيه مع المويجات المتعامدة إذ يوجد عائلة منها مُسماة بمويجات دوبوشيه، وكذلك الأمر مع المويجات المتعامدة إذ يوجد عائلة منها مُسماة بمويجات كوهين- دوبوشيه- فيفو. تُستَخدَم حاليًا مويجات من هذه العائلة في نمط جي بي إي جي 2000 لضغط الصور. يتضمن بحثها استخدام طرق مستخلصة من العلوم الرياضياتية والبيولوجية والتكنولوجية لاستخراج معلومات من عينات مثل العظام والأسنان. طورت دوبوشيه كذلك تقنيات معالجة صور معقدة استُخدِمَت لإثبات صحة وعمر بعض أشهر الأعمال الفنية في العالم بما في ذلك لوحات رسمها فينسنت فان جوخ ورامبرانت. 

## نشأتها وتعليمها
وُلدت دوبوشيه في هاوتالن في بلجيكا لمارسيل دوبوشيه (مهندس تعدين مدني) وسيمون دوران (كانت ربة منزل  ثم أصبحت عالمة إجرام لاحقًا). كانت دوبوشيه تضرب الأرقام باثنين عندما كانت لا تستطيع النوم وهي صغيرة وهكذا، اعتادت مذ كانت صغيرة على خصائص النمو الأسي، واكتشف والداها تآلفها مع المفاهيم الرياضية مثل المخروط ورباعي السطوح قبل بلوغها السادسة من عمرها. تفوقت دوبوشيه في المدرسة الابتدائية وانتهت من فصل دراسي كامل بعد ثلاثة أشهر فقط من التحاقها. وبعد إكمالها التعليم الثانوي في هاسلت، لتلتحق بالجامعة الحرة في بروكسل بعمر 17 عامًا.
أنهت دوبوشيه دراستها الجامعية الأولى في الفيزياء في الجامعة الحرة في بروكسل في عام 1975. وخلال السنوات القليلة التالية، زارت دوبوشيه المركز الوطني للأبحاث العلمية والفيزياء النظرية في مرسيليا عدة مرات، حيث تعاونت مع أليكس كروسمان؛ كان هذا العمل أساسًا لدرجة الدكتوراه الخاصة بها في ميكانيكا الكم. حصلت دوبوشيه على الدكتوراه في الفيزياء النظرية عام 1980.

## عملها
واصلت دوبوشيه مسيرتها البحثية في الجامعة الحرة في بروكسل حتى عام 1987، وارتقت فيها إلى رتب ومناصب مكافئة تقريبًا للباحث المساعد عام 1981 والباحث المشارك عام 1985 بتمويل من الصندوق الوطني للبحث العلمي.
أمضت دوبوشيه معظم عام 1986 كباحثة زائرة في معهد كورانت للعلوم الرياضية حيث قامت باكتشافها الأكثر شهرة. بنت دوبوشيه استنادًا إلى تقنية ترشيح المرآة التربيعي مويجات مستمرة مدعومة بشكل مضغوط لا تتطلب سوى قدر محدود من المعالجة، وبهذه الطريقة تمكّنت نظرية المويجات من دخول عالم معالجة الإشارات الرقمية.
انضمت دوبوشيه في يوليو عم 1987 إلى مختبرات بيل في موراي هيل- نيو جيرسي. ونشرت في عام 1988 النتيجة في دورية اتصالات حول الرياضيات البحتة والتطبيقية.
كانت دوبوشيه من عام 1994 إلى عام 2010 أستاذة في جامعة برينستون، حيث عملت في برنامج الرياضيات التطبيقية والحاسوبية، لتصبح بذلك أول أستاذة كاملة للرياضيات في جامعة برينستون. انتقلت في يناير عام 2011 إلى جامعة ديوك للعمل كأستاذة للرياضيات. وهي حاليًا أستاذة جيمس بي ديوك في قسم الرياضيات وهندسة الكهرباء والحاسوب في جامعة ديوك. أسست في عام 2016 بالمشاركة مع هيونك هان ورشة ديوك الصيفية في الرياضيات لصالح طالبات المدارس الثانوية.
أمضت دوبوشيه الأعوام بين 2004 و2011 كأستاذة وليام راند كنان الابن في قسم الرياضيات والرياضيات التطبيقية في جامعة برينستون حيث درسّت فيها لمدة 16 عامًا، وانتقلت في يناير 2011 إلى جامعة ديوك لتعمل كأستاذة جيمس بي ديوك في الرياضيات.
كانت دوبوشيه عضو في مجلس إدارة تعزيز التنوع في الدراسات العليا (EDGE)، وهو برنامج يساعد النساء اللاتي يدخلن الدراسات العليا في العلوم الرياضية. كانت دوبوشيه أول امرأة تتولى رئاسة الاتحاد الرياضي الدولي (2011- 2014).

## الجوائز والأوسمة
حصلت دوبوشيه على جائزة لويس إيمباين للفيزياء في عام 1984، وهي جائزة تُمنح مرة واحدة كل خمس سنوات لعالم بلجيكي بناءً على أعماله المنجزة قبل سن 29. كانت دوبوشيه بين عامي 1992 و1997 زميلة في مؤسسة ماك آرثر وفي عام 1993 اختيرت من الأكاديمية الأمريكية للفنون والعلوم. حصلت في عام 1994 على جائزة جمعية ستيل الأمريكية لكتابها «عشر محاضرات عن المويجة» ودُعيت لإلقاء قراءة عامة في المؤتمر الدولي لعلماء الرياضيات في زيورخ. حصلت في عام 1997 على جائزة روث لايت ساتر، واختيرت  في عام 1998 من قبل لأكاديمية الوطنية للعلوم بالولايات المتحدة وفازت بجائزة اليوبيل الذهبي للابتكار التكنولوجي من مجتمع نظرية المعلومات لمعهد مهندسي الكهرباء والإلكترونيات، وأصبحت في عام 1999عضوًا أجنبيًا في الأكاديمية الملكية الهولندية للفنون والعلوم.
كانت دوبوشيه أول امرأة تحصل على جائزة الأكاديمية الوطنية للعلوم في الرياضيات في عام 2000، وهي جائزة تُقدَّم كل 4 سنوات للباحثين المختارين بناءً على التميز في الأبحاث الرياضية المنشورة. وقد أُعطيت دوبوشيه الجائزة لاكتشافاتها الأساسية المتعلقة بالمويجات وامتدادها أو توسعها ولدورها في تحويل ذلك لأداة أساسية عملية في الرياضيات التطبيقية. حصلت دوبوشيه كذلك على جائزة البحوث الأساسية وجائزة مؤسسة إدوارد راين الألمانية وجائزة ناس في الرياضيات.
أصبحت دوبوشيه في يناير 2005 المرأة الثالثة منذ عام 1924 لإلقاء محاضرة ترعاها الجمعية الرياضية الأمريكية  وكان الحديث حينها عن «التفاعل بين التحليل والخوارزمية».
كانت دوبوشيه محاضِرة إيمي نوثير عام 2006 في اجتماعات سان أنطونيو للرياضيات المشتركة، ومُنِحَت في سبتمبر 2006 جائزة رائدة من المجلس الدولي للرياضيات الصناعية والتطبيقية.
حصلت دوبوشيه في عام 2010 على الدكتوراه الفخرية من الجامعة النرويجية للعلوم والتكنولوجيا.
كانت دوبوشيه في عام 2011 محاضرة جون فون نيومن، وحصلت على جائزة جاك كيبلي لمعالجة الإشارة وجائزة ليروي ستييل لمساهمتها العلمية في أبحاث الجمعية الرياضية الأمريكية، وميدالية بنجامين فرانكلين في الهندسة الكهربائية من معهد فرانكلين.
منح الملك ألبرت الثاني ملك بلجيكا دوبوشيه لقب البارونة في عام 2012، وفازت بجائزة نيمرز في الرياضيات في عام 2012 من جامعة نورث وسترن، وحصلت أيضًا على جائزة حدود المعرفة عن فئة العلوم الأساسية (بالاشتراك مع ديفيد مومفورد).
ألقت دوبوشيه في عام 2015 محاضرة غاوس للجمعية الرياضية الألمانية. قدّمت مؤسسة سيمونز -وهي مؤسسة خاصة مقرها في مدينة نيويورك تمول أبحاث الرياضيات والعلوم الأساسية- لدوبوشيه جائزة الباحث إكس بلس ماث التي تقدم الأموال لأساتذة الجامعات الأمريكية والكندية تشجيعًا على إقامة شراكات جديدة بين علماء الرياضيات والباحثين الآخرين في مجالات العلوم. اقترحت دوبوشيه على المؤسسة عدم تمويلها أبحاثًا جديدة وإنما آليات أفضل لتفسير البيانات الموجودة.
فازت دوبوشيه في عام 2018 بجائزة ويليام بنتر في الرياضيات التطبيقية من جامعة هونغ كونغ، وهي  أول امرأة تحصل على الجائزة. ذكر مسؤولو الجائزة العمل الرائد للأستاذة دوبوشيه في نظرية المويجات ومساهماتها الاستثنائية في مجموعة واسعة من المواضيع العلمية والرياضية وعملها في تمكين ثورة الهاتف الذكي المحمول. 
فازت دوبوشيه بجائزة فودان تشونغ تشى للعلوم في عام 2018، وحصلت على لقب أكاديمية الأكاديمية الوطنية للعلوم وألقت خطابًا حول تقريرها في الحفل. كانت دوبوشيه زميلة في جمعية المرأة للرياضيات.

## الحياة الشخصية
التقت دوبوشيه في عام 1985 مع عالم الرياضيات روبرت كالدربانك، ثم التقت به أيضًا في زيارة تبادل مدتها 3 أشهر من مختبرات بيل إلى قسم الرياضيات في معهد فيليب للأبحاث، ليتزوجا بعد ذلك في عام 1987. امتلك الزوجان طفلان هما مايكل وكارولين كالدربانك.

## المنشورات
- كتاب عشر محاضرات حول المويجات. فيلادلفيا: 1992 ISBN 0-89871-274-2.